# Nothadelphia
Nothadelphia är ett släkte av svampar. Nothadelphia ingår i divisionen oksvampar och riket svampar.
|              | Zygomycetes                                    |
|              |                                                |
|              | Harpellales                                    |
|              |                                                |
|              | Asellariales                                   |
|              |                                                |
|              | Zoopagales                                     |
|              |                                                |
|              | Mucorales                                      |
|              |                                                |
|              | Mortierellales                                 |
|              |                                                |
|              | Kickxellales                                   |
|              |                                                |
|              | Entomophthorales                               |
|              |                                                |
|              | Dimargaritales                                 |
|              |                                                |
|              | Basidiobolales                                 |
|              |                                                |
| Nothadelphia | \| \| Nothadelphia mortierellicola \| \| \| \| |
|              | \| \| Nothadelphia mortierellicola \| \| \| \| |
|              | Densospora                                     |
|              |                                                |
|              | Spirogyromyces                                 |
|              |                                                |
|              | Nothadelphia mortierellicola                   |
|              |                                                |

|  | Nothadelphia mortierellicola |
|  |                              |